# 육십령
육십령(六十嶺)은 전북특별자치도 장수군와 경상남도 함양군 사이에 있는 높이 734m의 소백산맥과 백두대간의 고개이다. 남쪽으로 약 3.5km 떨어진 곳에 민령이 있다.